# 钝叶黄芩
钝叶黄芩（学名：Scutellaria obtusifolia）为唇形科黄芩属下的一个种。

## 扩展阅读
- 維基物種上的相關：钝叶黄芩